# Divisione di Rangpur
Rangpur è una delle divisioni amministrative del Bangladesh ed è divenuta tale il 25 gennaio 2010 dividendosi dalla divisione più meridionale Rajshahi. È la provincia più settentrionale del Bangladesh ed è prevalentemente pianeggiante.

## Distretti di Rangpur
La Divisione è suddivisa a sua volta in 8 distretti
1. Distretto di Rangpur
2. Distretto di Dinajpur
3. Distretto di Kurigram
4. Distretto di Gaibandha
5. Distretto di Nilphamari
6. Distretto di Panchagarh: fino al 2015 era indiana e circondata dal sottodistretto di Debiganj Dahala Khagrabari, l'unica enclave di 3º livello al mondo;
7. Distretto di Thakurgaon
8. Distretto di Lalmonirhat